# Нурдин, Томас
Ларс То́мас Нурди́н (швед. Lars Tomas Nordin; род. 9 октября 1969, Хернёсанд) — шведский кёрлингист и тренер по кёрлингу.
Играл на позициях третьего. Завершил карьеру игрока в 2007.
В числе прочего, был участником мужской сборной Швеции на трёх зимних Олимпийских играх (1998, 2002, 2006).
В 2010—2012 был тренером сборной Швеции по кёрлингу на колясках.
В 1998 введён в Зал славы шведского кёрлинга (швед. Stora Curlare).

## Достижения
- Чемпионат мира по кёрлингу среди мужчин: золото (1997, 2001, 2004), серебро (1998, 2000).
- Чемпионат Европы по кёрлингу: золото (1998, 2001), серебро (2002, 2003, 2004, 2005), бронза (2000).
- Чемпионат Швеции по кёрлингу среди мужчин: золото (1993, 1997, 1998, 1999, 2000, 2001, 2002, 2003, 2004, 2005).[4]
- Чемпионат мира по кёрлингу среди юниоров: бронза (1990).

## Команды
| Сезон   | Четвёртый      | Третий           | Второй           | Первый       | Запасной                                | Турниры                                            |
| ------- | -------------- | ---------------- | ---------------- | ------------ | --------------------------------------- | -------------------------------------------------- |
| 1986—87 | Томас Нурдин   | Эрьян Юнссон     | Glenn Haglund    | Stefan Timan |                                         | ЧМЮ 1987 (7 место)                                 |
| 1989—90 | Пейя Линдхольм | Магнус Свартлинг | Magnus Burman    | Петер Наруп  | Томас Нурдин                            | ЧМЮ 1990                                           |
| 1990—91 | Томас Нурдин   | Эрьян Юнссон     | Stefan Timan     | Jan Wallin   | Пейя Линдхольм                          | ЧМЮ 1991 (7 место)                                 |
| 1992—93 | Пейя Линдхольм | Томас Нурдин     | Магнус Свартлинг | Петер Наруп  | Эрьян Юнссон                            | ЧМ 1993 (6 место)                                  |
| 1993—94 | Пейя Линдхольм | Томас Нурдин     | Магнус Свартлинг | Петер Наруп  | Эрьян Юнссон                            | ЧЕ 1993 (5 место)                                  |
| 1994—95 | Пейя Линдхольм | Томас Нурдин     | Магнус Свартлинг | Петер Наруп  | Ян-Улов Нессен                          | ЧМ 1995 (7 место)                                  |
| 1996—97 | Пейя Линдхольм | Томас Нурдин     | Магнус Свартлинг | Петер Наруп  | Маркус Фельдт                           | ЧМ 1997                                            |
| 1997—98 | Пейя Линдхольм | Томас Нурдин     | Магнус Свартлинг | Петер Наруп  | Маркус Фельдт                           | ЧЕ 1997 (4 место), · ЗОИ 1998 (6 место), · ЧМ 1998 |
| 1998—99 | Пейя Линдхольм | Томас Нурдин     | Магнус Свартлинг | Петер Наруп  | Йоаким Карлссон                         | ЧЕ 1998                                            |
| 1999—00 | Пейя Линдхольм | Томас Нурдин     | Магнус Свартлинг | Петер Наруп  | Йоаким Карлссон (ЧЕ) Маркус Фельдт (ЧМ) | ЧЕ 1999 (6 место), · ЧМ 2000                       |
| 2000—01 | Пейя Линдхольм | Томас Нурдин     | Магнус Свартлинг | Петер Наруп  | Андерс Краупп                           | ЧЕ 2000 , · ЧМ 2001                                |
| 2001—02 | Пейя Линдхольм | Томас Нурдин     | Магнус Свартлинг | Петер Наруп  | Андерс Краупп                           | ЧЕ 2001 , · ЗОИ 2002 (4 место)                     |
| 2002—03 | Пейя Линдхольм | Томас Нурдин     | Магнус Свартлинг | Петер Наруп  | Андерс Краупп                           | ЧЕ 2002                                            |
| 2003—04 | Пейя Линдхольм | Томас Нурдин     | Магнус Свартлинг | Петер Наруп  | Андерс Краупп                           | ЧЕ 2003 , · ЧМ 2004                                |
| 2004—05 | Пейя Линдхольм | Томас Нурдин     | Магнус Свартлинг | Петер Наруп  | Андерс Краупп                           | ЧЕ 2004                                            |
| 2005—06 | Пейя Линдхольм | Томас Нурдин     | Магнус Свартлинг | Петер Наруп  | Андерс Краупп                           | ЧЕ 2005 , · ЗОИ 2006 (8 место)                     |

(скипы выделены полужирным шрифтом)

## Результаты как тренера национальных сборных
| Год  | Турнир                                      | Сборная | Место |
| ---- | ------------------------------------------- | ------- | ----- |
| 2010 | Зимние Паралимпийские игры 2010             | Швеция  | 3     |
| 2012 | Чемпионат мира по кёрлингу на колясках 2012 | Швеция  | 6     |

## Частная жизнь
Начал заниматься кёрлингом в 12 лет, в 1981.
По данным на 2005 год, работал руководителем проектов в компании Sygn Software AB.
Женат. Жена Луиза. Дочери Фелиция (род. 2003), Алиса (род. ?).